# 384
Cette page concerne l'année 384  du calendrier julien. Pour l'année 384 av. J.-C., voir 384 av. J.-C. Pour le nombre 384, voir 384 (nombre).
L'année 384 est une année bissextile qui commence un lundi.

## Événements
- 1er janvier : début du consulat du général barbare Richomer et de Clearchus ; Libanios fait le panégyrique de Richomer[1].
- 21 janvier : Théodose ordonne que les prêtres hérétiques soient bannis de Constantinople[1].
- Août : Shapur III envoie une ambassade à Théodose Ier, qui négocie la paix[1]. L'accord aboutit à la division de l'Arménie, probablement en 387.
- 31 août : Théodose Ier, pour épargner à l’Empire une guerre civile, reconnaît Maxime comme empereur romain, à la condition qu’il n’inquiéterait pas Valentinien II dans ses États (fin de règne en 388).
- Septembre : la cour de Valentinien II est à Aquilée, peut-être pour une conférence avec Théodose[2].
- 22 novembre : Valentinien II célèbre ses Decennalia à Milan[3].
- 22 décembre : début du pontificat de Sirice (fin en 399)[4].
- Hiver : procès des priscillianistes (néo-gnostique très ascétique). Après la déposition d'Instantius, condamné au concile de Burdigala (Bordeaux) par les évêques Ithace d’Ossonoba et Hydace de Mérida, Priscillien demande à comparaitre devant l'empereur Maxime à Trêves ; Martin de Tours intervient pour qu'il soit simplement expulsé de l’Église et non exécuté, mais malgré la promesse de l’empereur, il est déféré au civil devant le préfet du prétoire Evodius[2].

- Le comte Bauto refoule les Alamans et les Juthunges qui ont envahi la Rhétie, avec l'aide des Huns et Alains fédérés de Safrax. Maxime, qui craint de le voir apparaître sur le Rhin, demande son rappel à Théodose[5].
- Symmaque, préfet de Rome, est envoyé en ambassade à Milan auprès de Valentinien II pour demander le retrait des mesures anti-païennes de Gratien. Il demande au nom du sénat le rétablissement de l'autel de la Victoire, mais revient sans avoir rien obtenu, sous la pression d'Ambroise de Milan[6].

- Ambroise de Milan s'oppose au rétablissement de l'évêque arien Auxence-Mercurin à Milan par l'impératrice Justine. Il triomphe en 386[7].

- Théodose Ier envoie le préfet du prétoire Cynegius en Égypte pour procéder à la confiscation des domaines des temples au profit de la res privata (caisse privée de l'empereur)[1].
- Mariage de Stilicon et de la nièce de Théodose, Serena[8].

- Augustin d'Hippone est appelé par le préfet de Rome Symmaque pour enseigner la rhétorique à Milan[2].

## Naissances en 384
- 9 septembre : Honorius, premier empereur romain d'Occident[1].
- Marie, fille de Stilicon.

## Décès en 384
- 10 ou 11 décembre  : Damase Ier, pape[4].